# Cromna andamanensis
Cromna andamanensis är en insektsart som först beskrevs av William Lucas Distant 1906.  Cromna andamanensis ingår i släktet Cromna och familjen Flatidae. Inga underarter finns listade i Catalogue of Life.